# Спиридонова, Мария Александровна
Мари́я Алекса́ндровна Спиридо́нова (16 [28] октября 1884, Тамбов — 11 сентября 1941, Медведевский лес под Орлом) — российская революционерка, одна из руководителей партии левых эсеров, террористка.

## Биография

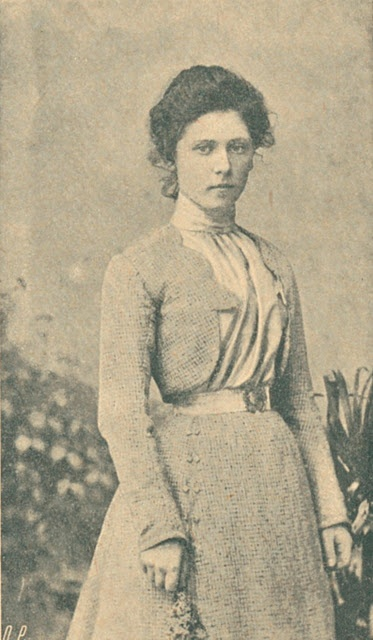
Спиридонова в юности

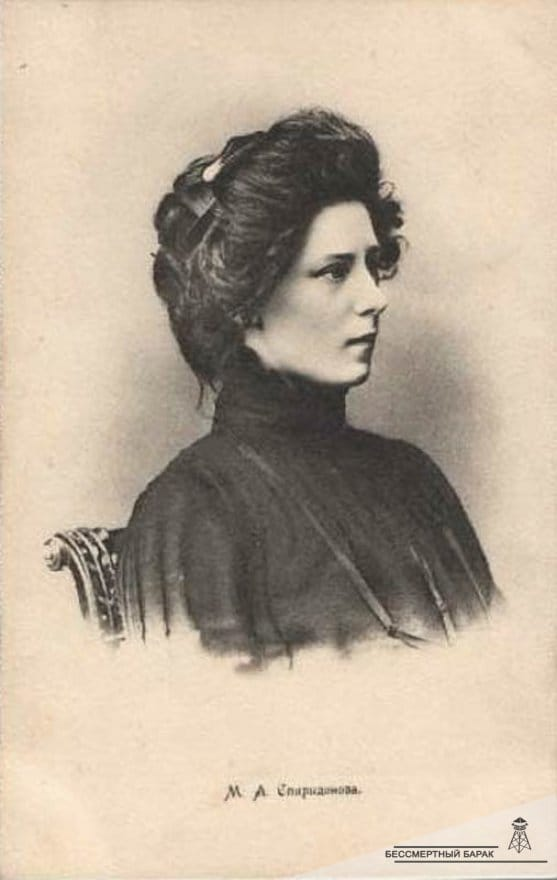

Родилась в Тамбове в семье коллежского секретаря. В 1902 году окончила Тамбовскую женскую гимназию (по другим источникам — была исключена из восьмого класса тамбовской гимназии за политическую неблагонадёжность). Работала конторщицей в губернском дворянском собрании. Примкнула к местной организации эсеров, вступила в боевую дружину партии. В марте 1905 года была арестована за участие в демонстрации, но вскоре отпущена.

### Покушение
16 января 1906 года на вокзале Борисоглебска смертельно ранила из револьвера чиновника VI класса — советника тамбовского губернатора Г. Н. Луженовского, выпустив в него пять пуль. Спиридонова при этом выступала исполнительницей приговора партии эсеров, вынесенного Луженовскому за чрезвычайно жестокое руководство карательными отрядами при подавлении крестьянских волнений в губернии, сопровождавшееся массовыми порками; Спиридонова сама вызвалась осуществить теракт. Она выслеживала Луженовского на станциях и поездах несколько дней, пока не предоставился случай убить его. После убийства Луженовского она пыталась застрелиться, но не успела, подбежавший казак оглушил её ударом приклада. На суде она так объясняла свои мотивы: 

Я взялась за выполнение приговора, потому что сердце рвалось от боли, стыдно и тяжко было жить, слыша, что происходит в деревнях после Луженовского, который был воплощением зла, произвола, насилия. А когда мне пришлось встретиться с мужиками, сошедшими с ума от истязаний, когда я увидела безумную старуху мать, у которой пятнадцатилетняя красавица дочь бросилась в прорубь после казацких ласк, то никакая перспектива страшнейших мучений не могла бы остановить меня.
При задержании Спиридонова была подвергнута истязаниям: врач, осматривавший её в тюрьме, засвидетельствовал многочисленные повреждения. 12 февраля 1906 в либерально-демократической газете «Русь» было напечатано письмо Спиридоновой, переданное из тюрьмы, с описаниями издевательств над ней: по словам Спиридоновой её раздели догола и избивали нагайкой, а затем, в вагоне, над ней сексуально надругался жандармский офицер. Письмо разошлось по всей России и вызвало значительный общественный резонанс, что привело к обширной общественной кампании в поддержку Спиридоновой, широко освещавшейся в прессе, в результате власти были вынуждены провести официальное расследование. 12 марта 1906 года выездная сессия Московского военного окружного суда приговорила Спиридонову к смертной казни через повешение. Шестнадцать дней она провела в ожидании казни, как позже писала Спиридонова, такие моменты навсегда меняют человека. Мария боялась, что не сможет достойно встретить смерть, она сделала человечка из хлебного мякиша и, подвесив его на волоске, часами раскачивала. 28 марта ей сообщили о замене смертной казни бессрочной каторгой, которую она отбывала на Нерчинской каторге. Во время заключения в Бутырской тюрьме популярность Спиридоновой в народе взлетела до небес. По словам её подруги и мемуаристки Александры Измаилович, в народном сознании во фигуре Спиридоновой слились образы «народной заступницы» и «страдалицы».

### Нерчинская каторга

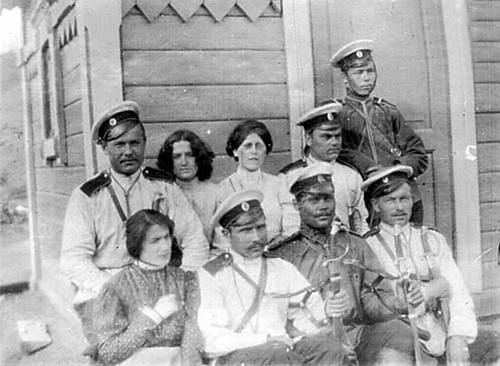
Мария Школьник, Ревекка Фиалка и Мария Спиридонова в Акатуйской тюрьме с конвоем, 1906 год

В Бутырской тюрьме Спиридонова встретилась с несколькими известными женщинами-террористками — Александрой Измайлович, Анастасией Биценко, Лидией Езерской, Ревеккой Фиалкой и Марией Школьник.
В процессе этапирования на каторгу на каждой станции толпы народа, узнав о том, что через их город везут «эсеровскую богородицу», устраивали торжественные встречи и митинги. По воспоминаниям Измайлович:

Каждая остановка днём, вечером, ночью (они стучали в окна и будили Марусю) — восторг толпы до самозабвенья. Радость видеть её, любовь к ней, как к своему знамени, так переполняли существо этих десятков или сотен тысяч, что выливались в тихие слезы восторга, а иногда в безумные рыданья, потрясающе действовавшие на нас. Не зная, как выразить то, что кипело и горело у них внутри, они осыпали её цветами. Оборванные рабочие протягивали руки, дрожащие от волнения, к окнам вагона с медными пятаками; женщины, продававшие на станциях молоко, совали конвойным — «для них, батюшка, возьми для барышен» — горшки с молоком, дамы снимали с себя кольца, солидные господа — часы. Помню матроса без ноги на костыле, возвращавшегося с войны, просившего, как милостыню, взять от него насколько папирос и медную монету <…> Как всегда, протягивали к окнам бесконечные коробки с конфетами, апельсины, печенья (всю дорогу сплошь мы были засыпаны сластями), газеты, цветы без конца, деньги, — от медных двухкопеечных до золотых пятирублёвых. Сколько раз на всех станциях мы говорили встречающим, что нам не нужны деньги, что мы — шестеро — ни в чём не нуждаемся. Шапки со сборами продолжали усиленно ходить по рукам и передавались нашему полковнику.— Будницкий О. В. Женщины-террористки России. Бескорыстные убийцы.
В июле 1906 года террористок привезли в Акатуйскую каторжную тюрьму. До конца 1906 года режим в тюрьме был достаточно мягким — заключённым позволялось носить собственную одежду, получать книги и свободно разговаривать во время прогулок. Зимой 1907 поступило распоряжение, что женщины-«политические» должны быть этапированы в Мальцевскую тюрьму, что вызвало возмущение у заключённых, так как путешествие в суровый мороз могло быть крайне опасным для жизни и здоровья. Тем не менее начальник Алгачинской тюрьмы Бородулин (он будет впоследствии убит членом Северного боевого летучего отряда) жёстко потребовал выполнения распоряжения о переводе в отношении больных Спиридоновой и Школьник.
В Мальцевской тюрьме содержались в основном женщины, осуждённые за уголовные преступления. Режим содержания заключённых и бытовые условия их жизни были крайне тяжёлыми.

### 1917—1919 годы
После февральской революции Спиридонова была освобождена по распоряжению министра юстиции А. Ф. Керенского и 8 марта 1917 года прибыла в Читу, а уже оттуда в мае приехала в Москву, где стала играть одну из главных ролей среди левых эсеров. Войдя в состав Оргбюро левого крыла партии, работала в Петроградской организации, выступала в воинских частях, среди рабочих, призывая к прекращению войны, передаче земли крестьянам, а власти — Советам. Она сотрудничала в газете «Земля и воля», была редактором журнала «Наш путь», входила в состав редколлегии газеты «Знамя труда»; выступая с программными заявлениями. Спиридонова была избрана председателем на Чрезвычайном и II Всероссийском крестьянском съездах, работала в ЦИК и в крестьянской секции ВЦИК.

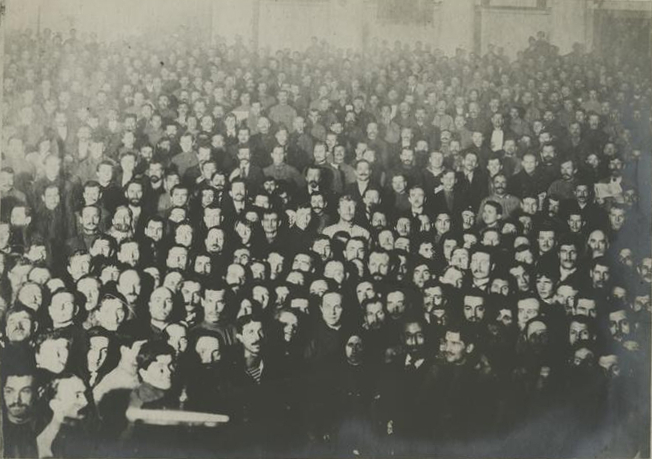
Спиридонова среди делегатов съезда Петроградского совета рабочих и солдатских депутатов

Спиридонова осознавала необходимость сотрудничества с большевиками. «Как нам ни чужды их грубые шаги, — говорила она на I съезде ПЛСР(и) 21 ноября 1917 года, — но мы с ними в тесном контакте, потому что за ними идёт масса, выведенная из состояния застоя». Она считала, что влияние большевиков на массы носит временный характер, поскольку у них «всё дышит ненавистью», и что большевики обанкротятся на второй стадии революции.
Такой стадией, по её мнению, станет «социальная революция», которая скоро вспыхнет, но получит шансы на успех лишь в том случае, если превратится в мировую. Октябрьская революция как «политическая» есть лишь начало революции мировой. Советы она характеризовала как «самое полное выражение народной воли».
Вплоть до провозглашения 18 ноября 1917 года левоэсеровским совещанием себя Первым съездом ПЛСР Спиридонова питала надежду на завоевание левыми большинства в ПСР. В то время Спиридонова выполняла важнейшую для левых эсеров задачу по завоеванию на их сторону крестьянского большинства на чрезвычайном и II Всероссийском съездах крестьянских депутатов. «Нам необходимо как молодой партии, — говорила она I съезду ПЛСР, — завоевать крестьянство». Ставка на Спиридонову была сделана левоэсеровским ЦК не случайно. К ореолу великомученицы она к тому времени сумела прибавить, во многом благодаря популизму, известность эмоционального оратора, публициста и политического деятеля, отстаивающего крестьянские интересы. Джон Рид называл её в тот момент «самой популярной и влиятельной женщиной в России».
4 января 1918 года была выдвинута большевистской фракцией на место Председателя Учредительного Собрания. При голосовании получила 160 голосов. Виктор Чернов получил 260 голосов и был выбран Председателем Учредительного Собрания. В январе 1918 года призвала III Всероссийский съезд Советов принять Закон о социализации земли. В феврале — марте 1918 года Спиридонова была членом Комитета революционной обороны Петрограда.
Спиридонова поддерживала усилия российской делегации по заключению мира с Германией, полагая, что это пойдет на пользу мировой революции: «После поступков правительств Англии и Франции заключение сепаратного мира будет тем толчком, который заставит массы прозреть». В докладе 19 апреля 1918 года на II съезде ПЛСР Спиридонова призвала левых эсеров разделить ответственность за Брестский мир с большевиками: «Мир подписан не нами и не большевиками: он был подписан нуждой, голодом, нежеланием народа воевать. И кто из нас скажет, что партия левых эсеров, представляя она одну власть, поступила бы иначе, чем партия большевиков?»

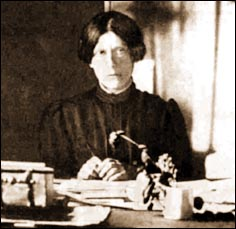
Мария Спиридонова. Фотография сделана до 1920 года

В период апреля—июня 1918 года Спиридонова круто изменила свою политическую позицию. От сотрудничества с большевиками, она, одна из немногих резко осуждавшая выход левых эсеров из СНК, перешла в лагерь политических противников большевиков. По её собственным словам, она была после выхода левых эсеров из Советского правительства единственным связующим звеном с большевиками и ушла от них «позже других». В это же время резко изменилось отношение Спиридоновой к Брестскому миру. Вскоре за этим последовало восстание левых эсеров против большевиков. По словам доктора исторических наук Владимира Лаврова, Спиридонова была причастна к убийству германского посла фон Мирбаха — консультировала Якова Блюмкина.
6 июля 1918 во время V Всероссийского съезда Советов, в числе других руководителей левых эсеров, была арестована и отправлена на гауптвахту в Кремль. Находясь под арестом, Спиридонова писала, что руководство ПЛСР допустило ряд серьёзных тактических ошибок. 27 ноября 1918 года Верховный ревтрибунал при ВЦИК рассмотрел дело о «заговоре ЦК партии левых эсеров против Советской власти и революции» и приговорил Спиридонову к году тюрьмы, но, приняв во внимание «особые заслуги перед революцией», амнистировал и освободил её.
22 января 1919 года Спиридонова была снова арестована московской ЧК. Московским ревтрибуналом, на котором свидетелем обвинения был Николай Бухарин, Спиридонова была признана виновной в клевете на советскую власть и помощи тем самым контрреволюции и изолирована от политической и общественной деятельности на год, отправлена в Кремлёвскую больницу. В апреле 1919 года бежала оттуда с помощью эсеровского ЦК и находилась на нелегальном положении.

### Репрессии
26 октября 1920 года Спиридонова была снова арестована. Заключена в Бутырскую тюрьму. В короткой записке своему подчинённому Т. Самсонову, составленной 19 апреля 1921 года, Ф. Дзержинский указывает: «Надо снестись с Обухом и Семашкой для помещения Спиридоновой в психиатрический дом, но с тем условием, чтобы оттуда её не украли или не сбежала». Вслед за этим Спиридонову перевели в Пречистенскую психиатрическую больницу.
18 ноября 1921 года Спиридонова была отпущена под поручительство руководителей эсеров И. З. Штейнберга и И. Ю. Баккала и обязательство, что она никогда не будет заниматься политической деятельностью.
Жила в подмосковной Малаховке под надзором ВЧК.
В 1923 году неудачно пыталась бежать за границу и была осуждена на 3 года ссылки, содержалась в подмосковном совхозе ОГПУ «Воронцово». Затем находилась в ссылке в Самарканде (1925—1928) и Ташкенте (1928—1930).
В 1931 году снова осуждена на 3 года ссылки. Этот срок, продлённый затем на 5 лет, отбывала в Уфе. Вышла замуж за И. А. Майорова. В Уфе жила «коммуной» с мужем, пасынком, свёкром и двумя своими подругами — Ириной Каховской и Александрой Измайлович. Работала в Башкирской конторе Госбанка.
В 1937 году была снова арестована в Уфе. Военная коллегия Верховного суда СССР признаёт её виновной в том, что Спиридонова «до дня ареста входила в состав объединённого эсеровского центра и в целях развёртывания широкой контрреволюционной террористической деятельности организовывала террористические и вредительские группы в Уфе, Горьком, Тобольске, Куйбышеве и других городах…» Содержалась в Уфимской тюрьме, а затем в Москве в Бутырской тюрьме. Писала письма с требованием «проявить гуманность и убить сразу». Военная коллегия Верховного суда СССР приговорила её к 25 годам тюремного заключения. Отбывала срок в Ярославской и Орловской тюрьмах.

### Расстрел

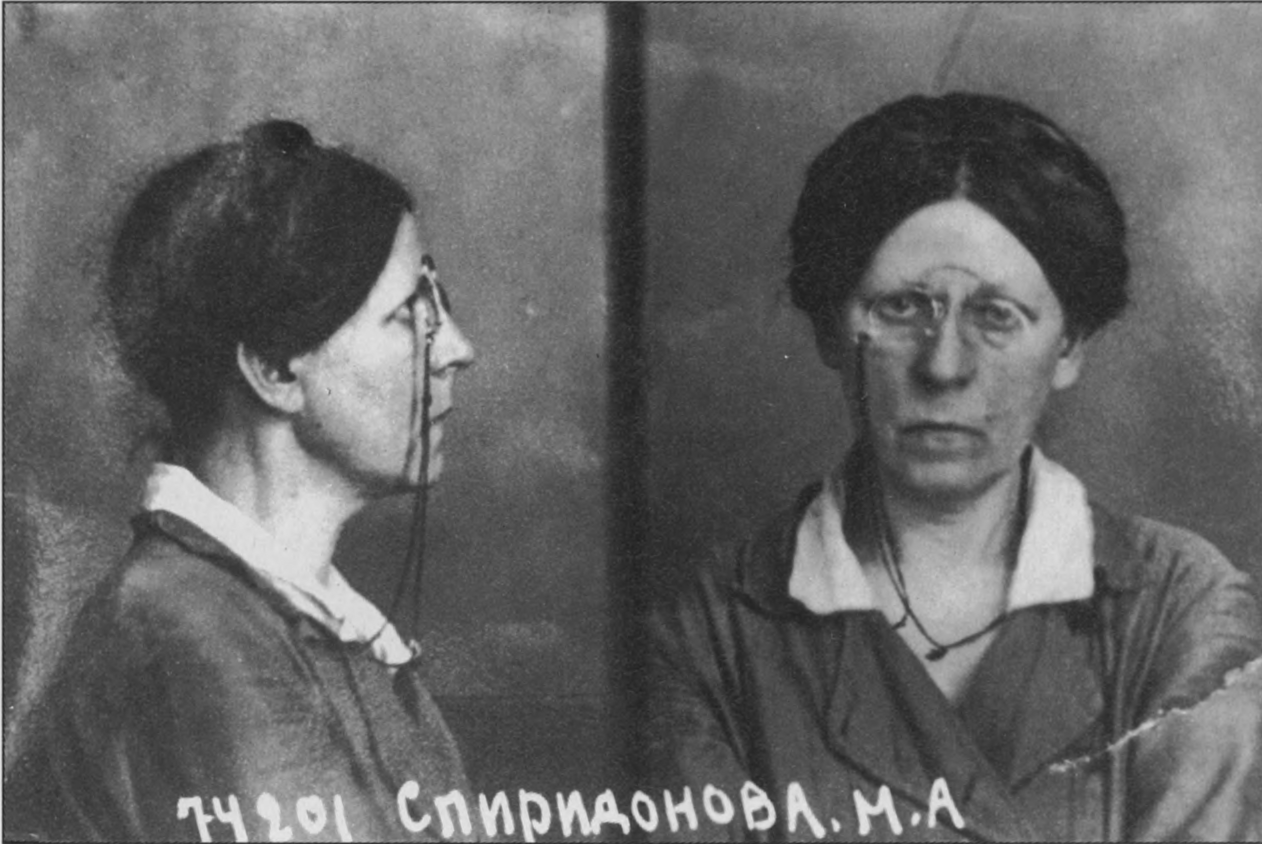
Фотография в тюрьме

8 сентября 1941 года, по представлению народного комиссара внутренних дел СССР Л. П. Берии, Военная коллегия Верховного суда СССР в составе: В. В. Ульриха (председатель Коллегии), членов коллегии Д. Я. Кандыбина и В. В Буканова без возбуждения уголовного дела и без проведения судебного заседания вынесла расстрельный приговор по статье 58-10 части 2 УК РСФСР в отношении 161 заключённого отбывавших наказание в Орловской тюрьме, в том числе и Марии Спиридоновой. 11 сентября 1941 года смертный приговор приведён в исполнение.
Обречённых вызывали по одному. Чекисты запихивали в рот кляп и стреляли в затылок. Тела на грузовиках вывезли в Медведковский лес и закопали.
По словам бывшего начальника УНКВД по Орловской области К. Ф. Фирсанова, операция проводилась с особенной скрытностью и тщательностью. «С лицами, которые должны быть подвергнуты расстрелу, в камерах продолжало находиться человек примерно 200 осуждённых, — сообщал Фирсанов позднее. — Это было сделано для того, чтобы замаскировать предстоящую акцию». На следующий день после экзекуции в Медведевском лесу все сокамерники расстрелянных заключённых были эвакуированы.
Реабилитирована частично в 1988 году, полностью — в 1992 году.

## Идеи
Открытое письмо Марии Спиридоновой ноября 1918 в ЦК партии большевиков:
«Своим циничным отношением к власти советов, своими белогвардейскими разгонами съездов и советов и безнаказанным произволом назначенцев-большевиков вы поставили себя в лагерь мятежников против советской власти, единственных по силе в России.
Власть советов — это при всей своей хаотичности большая и лучшая выборность, чем вся Учредилка, Думы и Земства. Власть советов — аппарат самоуправления трудящихся масс, чутко отражающий их волю, настроения и нужды.
И когда каждая фабрика, каждый завод и село имели право через перевыборы своего советского делегата влиять на работу государственного аппарата и защищать себя в общем и частном смысле, то это действительно было самоуправлением.
Всякий произвол и насилие, всякие грехи, естественные при первых попытках массы управлять и управляться, легко излечимы, так как принцип неограниченной никаким временем выборности и власти населения над своим избранником даст возможность исправить своего делегата радикально, заменив его честнейшим и лучшим, известным по всему селу и заводу.
И когда трудовой народ колотит советского своего делегата за обман и воровство, так этому делегату и надо, хотя бы он был и большевик, и то, что в защиту таких негодяев вы посылаете на деревню артиллерию, руководясь буржуазным понятием об авторитете власти, доказывает, что вы или не понимаете принципа власти трудящихся, или не признаёте его.
И когда мужик разгоняет или убивает насильников-назначенцев — это-то и есть красный террор, народная самозащита от нарушения их прав, от гнёта и насилия.
И если масса данного села или фабрики посылает правого социалиста, пусть посылает это её право, а наша беда, что мы не сумели заслужить её доверия.
Для того, чтобы советская власть была барометрична, чутка и спаяна с народом, нужна беспредельная свобода выборов, игра стихий народных, и тогда-то и родится творчество, новая жизнь, новое устроение и борьба.
И только тогда массы будут чувствовать, что всё происходящее — их дело, а не чужое.
Что она сама [масса] творец своей судьбы, а не кто-то её опекает и благотворит, и адвокатит за неё, как в Учредилке и других парламентарных учреждениях, и только тогда она будет способна к безграничному подвигу.
Поэтому мы боролись с вами, когда вы выгоняли правых социалистов из советов и ЦИК.
Советы не только боевая политико-экономическая организация трудящихся, она и определённая платформа.
Платформа уничтожения всех основ буржуазно-крепостнического строя, и если бы правые делегаты пытались его сохранить или защищать в советах, сама природа данной организации сломила бы их, или народ выбросил бы их сам, а не ваши чрезвычайки, как предателей его интересов.
Программа октябрьской революции, как она схематически наметилась в сознании трудящихся, жива в их душах до сих пор, и масса не изменяет себе, а ей изменяют.
Неуважение к избранию трудящимися своих делегатов и советских работников, обнаруживаемое грубейшим пулемётным произволом, который был и до июльской реакции, когда вы уже часто репетировали разгоны съездов советов, видя наше усиление, — даст богатые плоды правым партиям.
Вы настолько приучили народ к бесправию, создали такие навыки безропотного подчинения всяким налётам, что авксентьевская американская красновская диктатура могут пройти, как по маслу.

Вместо свободного, переливающегося, как свет, как воздух, творчества народного, через смену, борьбу в советах и на съездах, у вас — назначенцы, пристава и жандармы из коммунистической партии».

## В культуре
- В фильме «Шестое июля» (СССР, 1968 г.) Спиридонову играла Алла Демидова.
- В фильме «Поимённое голосование» («Штрихи к портрету В. И. Ленина», 1967—1969 гг.) Спиридонову сыграла Людмила Возиян.
- В фильме «Бой на перекрёстке» (СССР, 1982 г.) роль Спиридоновой исполнила Зинаида Славина.
- Появляется в модификации на компьютерную стратегию Hearts of Iron IV Kaiserreich: Legacy of the Weltkrieg. Может прийти ко власти в России после убийства Керенского.